# لويس نج
لويس نج (بالصينية: 黃國光) (بالإنجليزية: Louis Ng)‏ هو سياسي سنغافوري، ولد في 8 ديسمبر 1978 في سنغافورة. حزبياً، نشط في حزب العمل الشعبي. وقد انتخب عضو مجلس الشعب السنغافوري عن دائرة Nee Soon Group Representation Constituency ‏ وقد انضم خلال فترته النيابية ‏  للكتلة البرلمانية حزب العمل الشعبي.